# Robert Hayward, Nam tước Hayward
Robert Antony Hayward, Nam tước Hayward, OBE (sinh ngày 11 tháng 3 năm 1949) là một chính khách của đảng Bảo thủ người Anh.

## Tuổi thơ
Hayward được học tại Trường Abingdon và Maidenhead Grammar School, nơi ông là Head Boy. Ông đã giành được học bổng để học Kinh tế (Honours) tại Đại học Rhodesia. Ông từng là Phó chủ tịch quốc gia của đảng Bảo thủ trẻ năm 1976–77 và là ủy viên Hội đồng Thành phố Coventry 1976–78.